# Galluskirche (Honau)

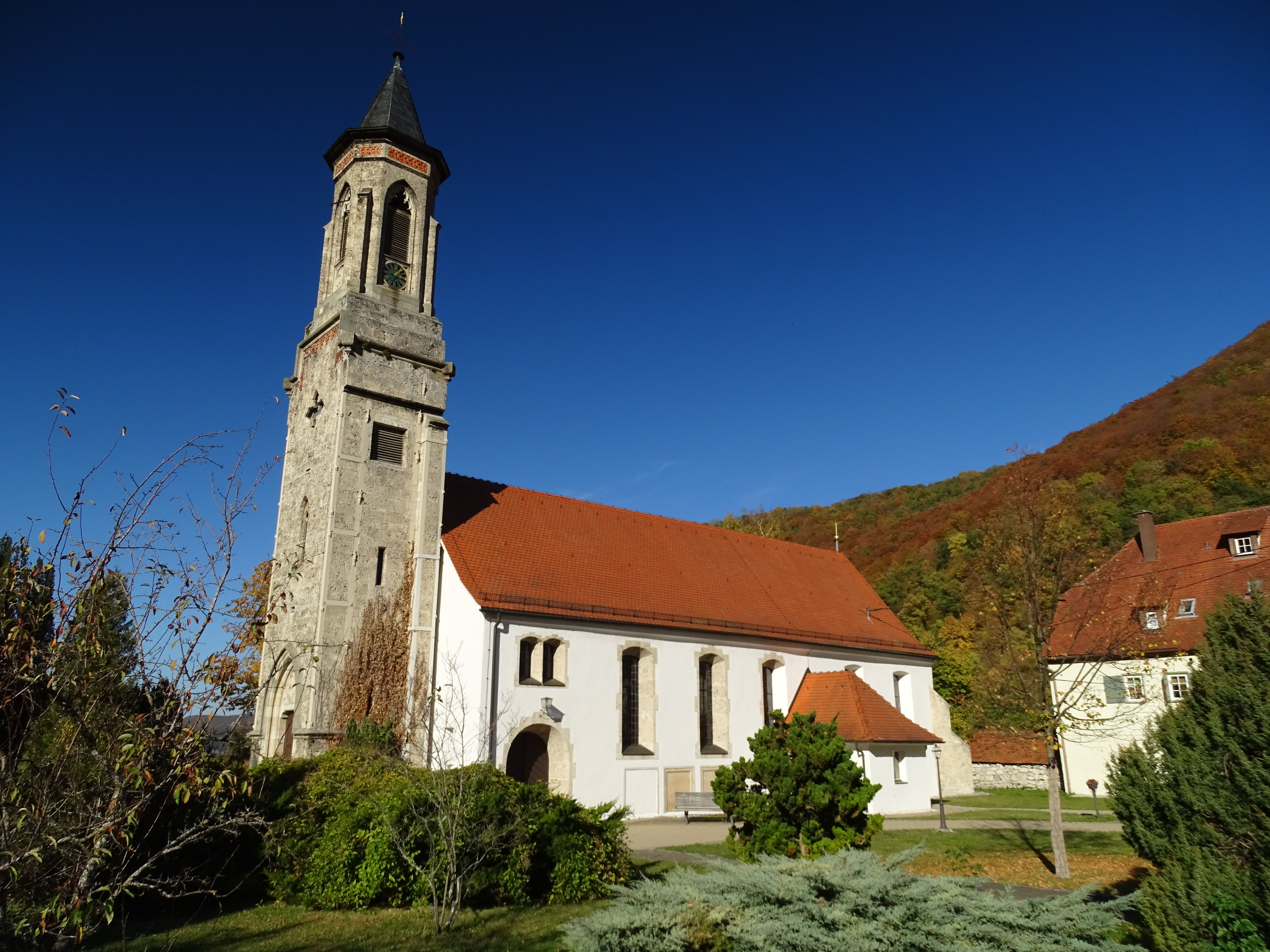
Galluskirche in Honau (Ansicht von Süden)

Die Galluskirche ist ein Kirchengebäude der evangelischen Kirche in Lichtenstein im Landkreis Reutlingen in Baden-Württemberg. Sie liegt im Ortsteil Honau und gehört mit der Erlöserkirche und der Johanneskirche zur Evangelischen Gesamtkirchengemeinde Unterhausen-Honau. Die Gemeinde verfügt über die zwei Pfarrbezirke Nord und Süd.
Es wird vermutet, dass es bereits bei der Ersterwähnung Honaus 937 eine kleine Holzkirche am Standort der heutigen Galluskirche gegeben hat. Auch sie soll bereits Gallus geweiht gewesen sein. Die heutige romanische Kirche stammt aus dem 14. Jahrhundert. Bei Renovierungsarbeiten im 19. Jahrhundert wurden Wandmalereien aus jener Zeit und aus der Zeit der Renaissance gefunden. Sie zeigen unter anderem den Heiligen Christophorus, einen „Ulrich von Lichtenstein“ und einen „Pater vom Kloster Honow“. 1857 wurde der Kirchturm ersetzt, nachdem der alte Turm, ein Dachreiter im Westen der Kirche, baufällig geworden war. Der neue gotisierende Turm aus Kalktuff wurde stilistisch an das Schloss Lichtenstein angelehnt, das direkt oberhalb Honaus auf einer Felsnadel am Albtrauf thront.
Am 1. März 1945 wurde die Kirche bei einem Fliegerangriff getroffen. Die stark beschädigte Südwand stürzte in der darauffolgenden Nacht ein. 1947 wurde die reparierte Kirche neu eingeweiht. Der älteste Einrichtungsgegenstand der Kirche ist ein Taufstein, der die Zahl 1618 trägt. Das Deckengemälde von 1947, das verschiedene Geschichten aus der Bibel darstellt, wurde von Rudolf Yelin d. J. geschaffen.

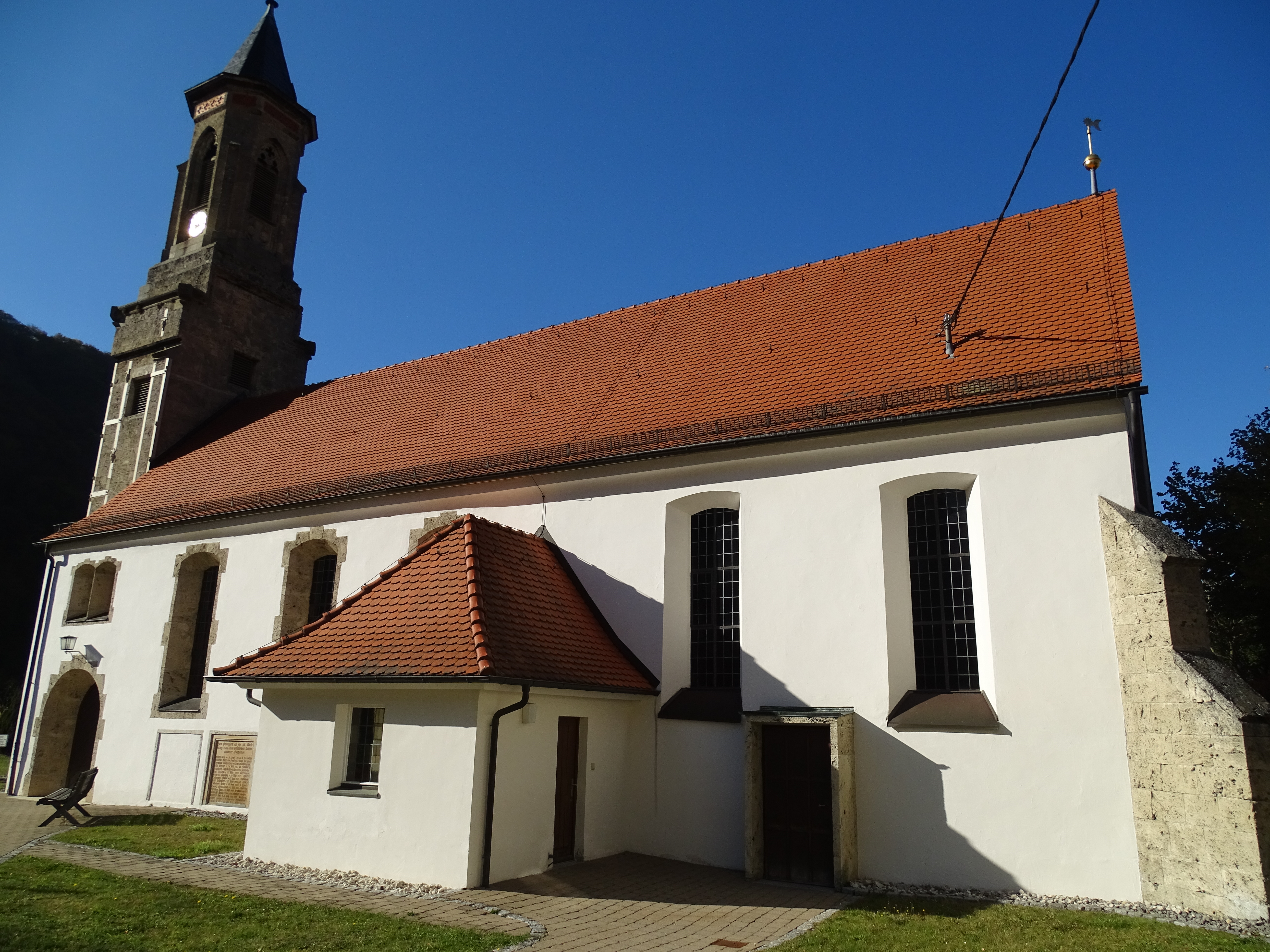
Ansicht von Südosten …
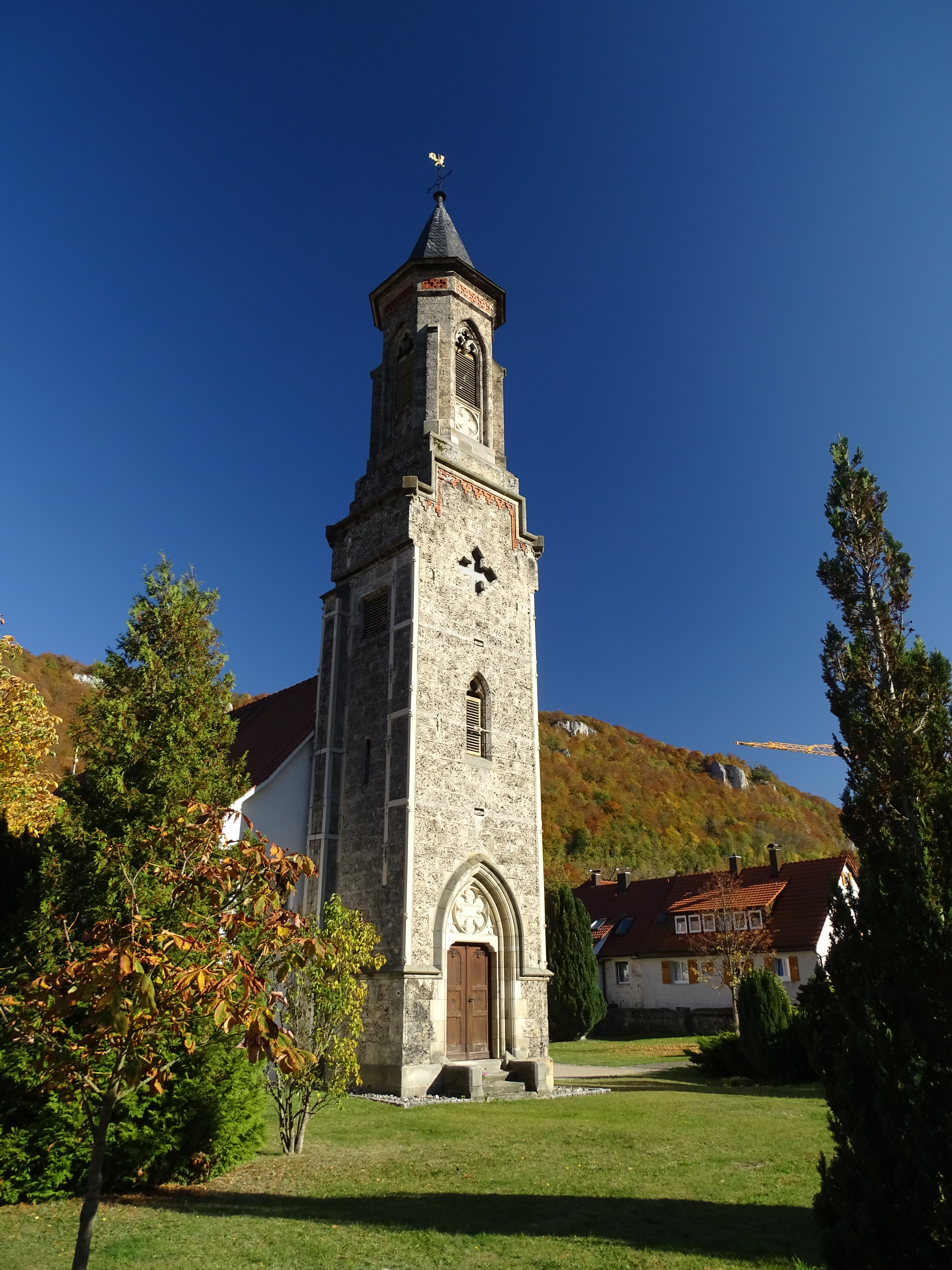
… von Westen …
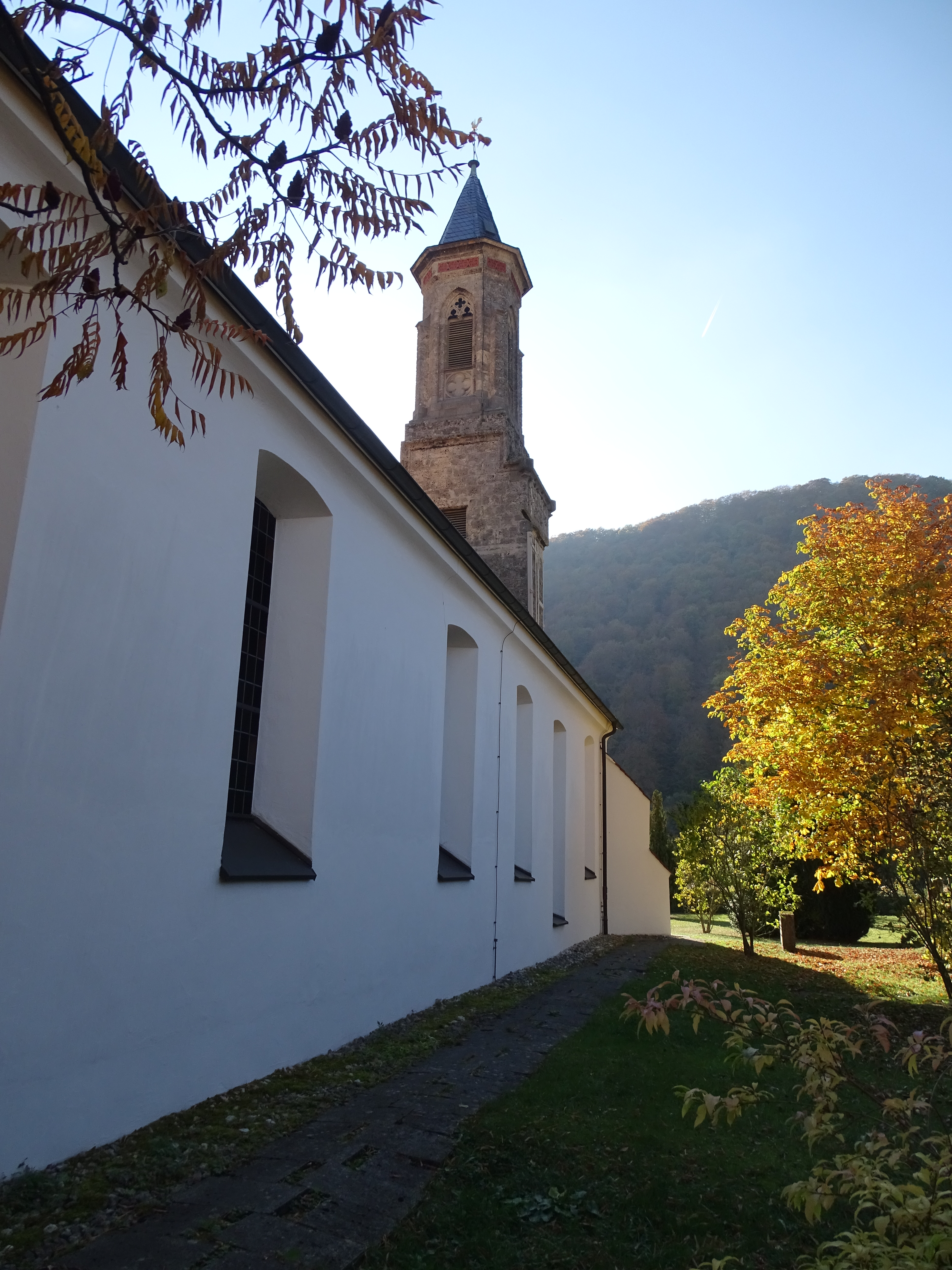
… und von Nordosten.
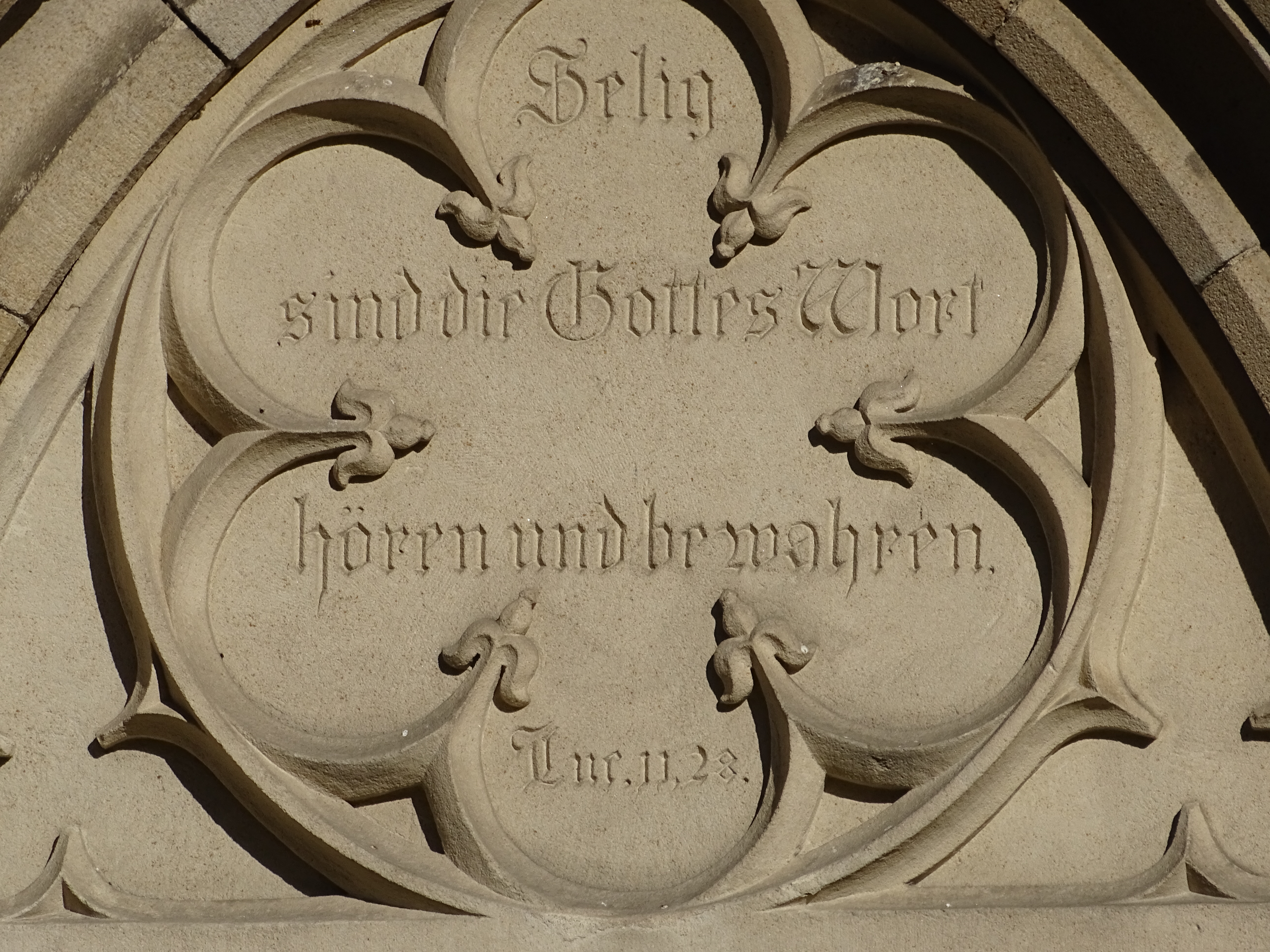
Inschrift über dem Westportal: „Selig sind die Gottes Wort hören und bewahren. Luc.11,28.“
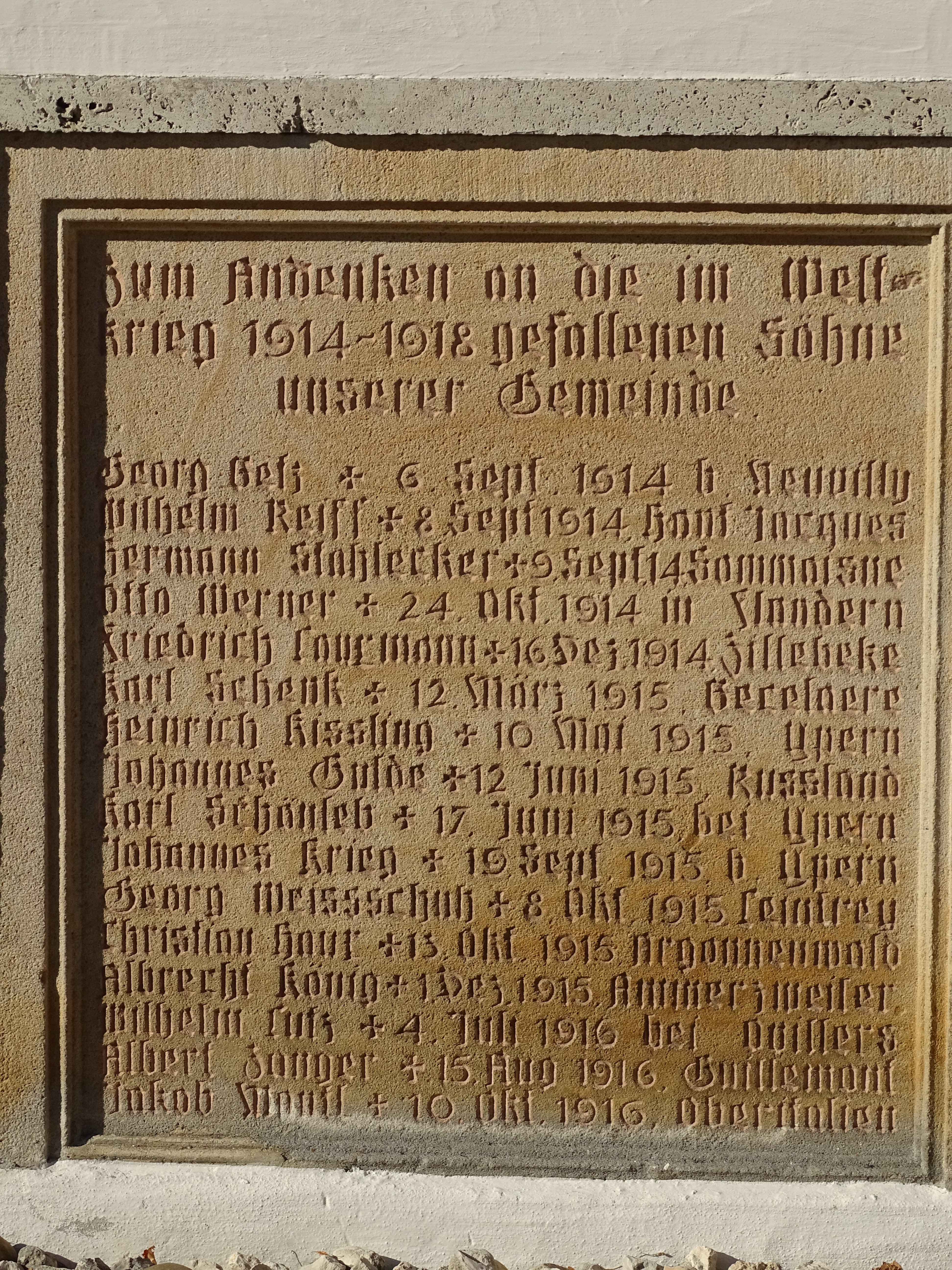
Gedenktafel für die Gefallenen des Ersten Weltkriegs: „Zum Andenken an die im Weltkrieg 1914–1918 gefallenen Söhne unserer Gemeinde.“